# Ligier JS23
Chronologie des modèles (1984)
Ligier JS21 Ligier JS25
La Ligier JS23 est une monoplace de Formule 1 conçue par Michel Beaujon et Claude Galopin et engagée par l'écurie française Ligier dans le cadre du championnat du monde de Formule 1 1984. La voiture est propulsée par un moteur Renault V6 turbocompressé et équipée de pneus Michelin. Les pilotes sont le Français François Hesnault et l'Italien Andrea De Cesaris. Une version B est engagée pour les deux dernières manches de la saison.

## Historique
Cesaris marque l'intégralité des points de l'écurie. L'équipe française termine neuvième du championnat des constructeurs, avec trois points. De Cesaris marque trois points grâce à sa cinquième place en Afrique du Sud et sa sixième place à Saint-Marin.
La JS23 est remplacée en 1985 par la Ligier JS25.

## Résultats en championnat du monde de Formule 1
| Saison | Écurie      | Moteur                        | Pneus    | Pilotes           | Courses | Courses | Courses | Courses | Courses | Courses | Courses | Courses | Courses | Courses | Courses | Courses | Courses | Courses | Courses | Courses | Points inscrits | Classement |
| Saison | Écurie      | Moteur                        | Pneus    | Pilotes           | 1       | 2       | 3       | 4       | 5       | 6       | 7       | 8       | 9       | 10      | 11      | 12      | 13      | 14      | 15      | 16      | Points inscrits | Classement |
| ------ | ----------- | ----------------------------- | -------- | ----------------- | ------- | ------- | ------- | ------- | ------- | ------- | ------- | ------- | ------- | ------- | ------- | ------- | ------- | ------- | ------- | ------- | --------------- | ---------- |
| 1984   | Ligier Loto | Renault EF4 V6 turbocompressé | Michelin |                   | BRÉ     | AFS     | BEL     | SMR     | FRA     | MON     | CAN     | DET     | DAL     | GBR     | ALL     | AUT     | P-B     | ITA     | EUR     | POR     | 3               | 9e         |
| 1984   | Ligier Loto | Renault EF4 V6 turbocompressé | Michelin | François Hesnault | Abd     | 10e     | Abd     | Abd     | Np.     | Abd     | Abd     | Abd     | Abd     | Abd     | 8e      | 8e      | 7e      | Abd     | 10e     | Abd     | 3               | 9e         |
| 1984   | Ligier Loto | Renault EF4 V6 turbocompressé | Michelin | Andrea De Cesaris | Abd     | 5e      | Abd     | 6e      | 10e     | Abd     | Abd     | Abd     | Abd     | 10e     | 7e      | Abd     | Abd     | Abd     | 7e      | 12e     | 3               | 9e         |

Légende : ici 